# Heinz Woester
Heinz Woester (* 7. Juni 1901 in Zürich; † 7. Oktober 1970 in Ehrwald) war ein Schweizer Schauspieler.

## Leben
Woester besuchte die Kantonsschule Zürich und arbeitete nach der Matura als französischer und italienischer Korrespondent in Amsterdam. Seine schauspielerische Ausbildung erhielt er am Konservatorium Dresden bei Alice Daffner-Politz.
Er debütierte 1925 am Staatstheater Dresden in Goethes Faust mit dem Prolog im Himmel und als Valentin. Anschliessend war er bis 1935 am Staatstheater Dresden engagiert. Von 1935 bis 1945 spielte er als Charakterheld am Burgtheater Wien. Rollen dort waren unter anderem Albrecht in Friedrich Hebbels Agnes Bernauer (1935), Cassio in Othello (1935), Jason in Das goldene Vlies (1936), Don Manuel in Die Braut von Messina (1936), Hohenzollern in Der Prinz von Homburg (1937), Lerse in Götz von Berlichingen (1938), Leicester in Maria Stuart (1939), Bassanio in Der Kaufmann von Venedig (1943) und Wrangel in Wallenstein (1943). Woester stand 1944 in der Gottbegnadeten-Liste des Reichsministeriums für Volksaufklärung und Propaganda.
Seit 1945 war er am Schauspielhaus Zürich tätig. Dort war er unter anderem als Prospero in Der Sturm, als Kaiser in Das Käthchen von Heilbronn (1953) und Odysseus in Penthesilea (1954) zu sehen. Tourneen führten ihn an zahlreiche Städte in Europa und nach Südamerika. Als Regisseur arbeitete er für die Akademische Theatergruppe der Universität Zürich.
Heinz Woesters filmische Karriere begann 1940 als Prof. Dr. Eichgraber in der deutschen Filmproduktion Operette.
Er war mit Annelli Schmitz verheiratet.

## Filmografie
- 1940: Operette
- 1941: Gilberte de Courgenay
- 1942: Schicksal
- 1947: § 51 – Seelenarzt Dr. Laduner (Matto regiert)
- 1952: Palast Hotel (Palace Hotel)
- 1960: Wilhelm Tell
- 1961: Die Gejagten
- 1963: Nikolaus von Flüe – Pacem in Terris
- 1964: Nathan der Weise
- 1964: Heinrich VI